# Dysauxes florida
Dysauxes florida är en fjärilsart som beskrevs av Joannis 1906. Dysauxes florida ingår i släktet Dysauxes och familjen björnspinnare. Inga underarter finns listade i Catalogue of Life.